# Stegohornera arctica
Stegohornera arctica är en mossdjursart som först beskrevs av Arnold Girard Kluge 1946.  Stegohornera arctica ingår i släktet Stegohornera och familjen Stigmatoechidae. Inga underarter finns listade i Catalogue of Life.